# Gallatin (rivier)

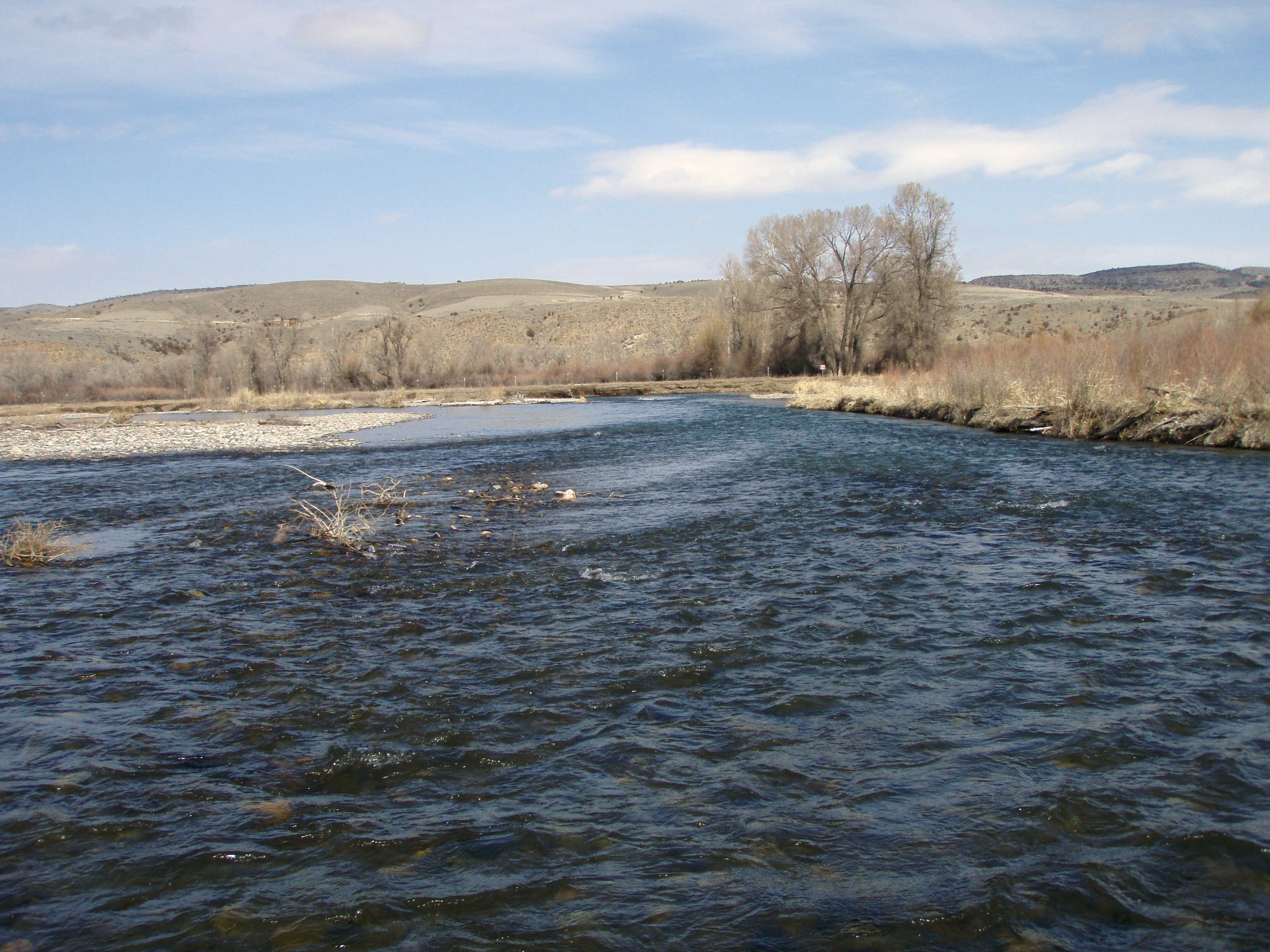
Lagere Gallatin-rivier in de buurt van Manhattan, Montana

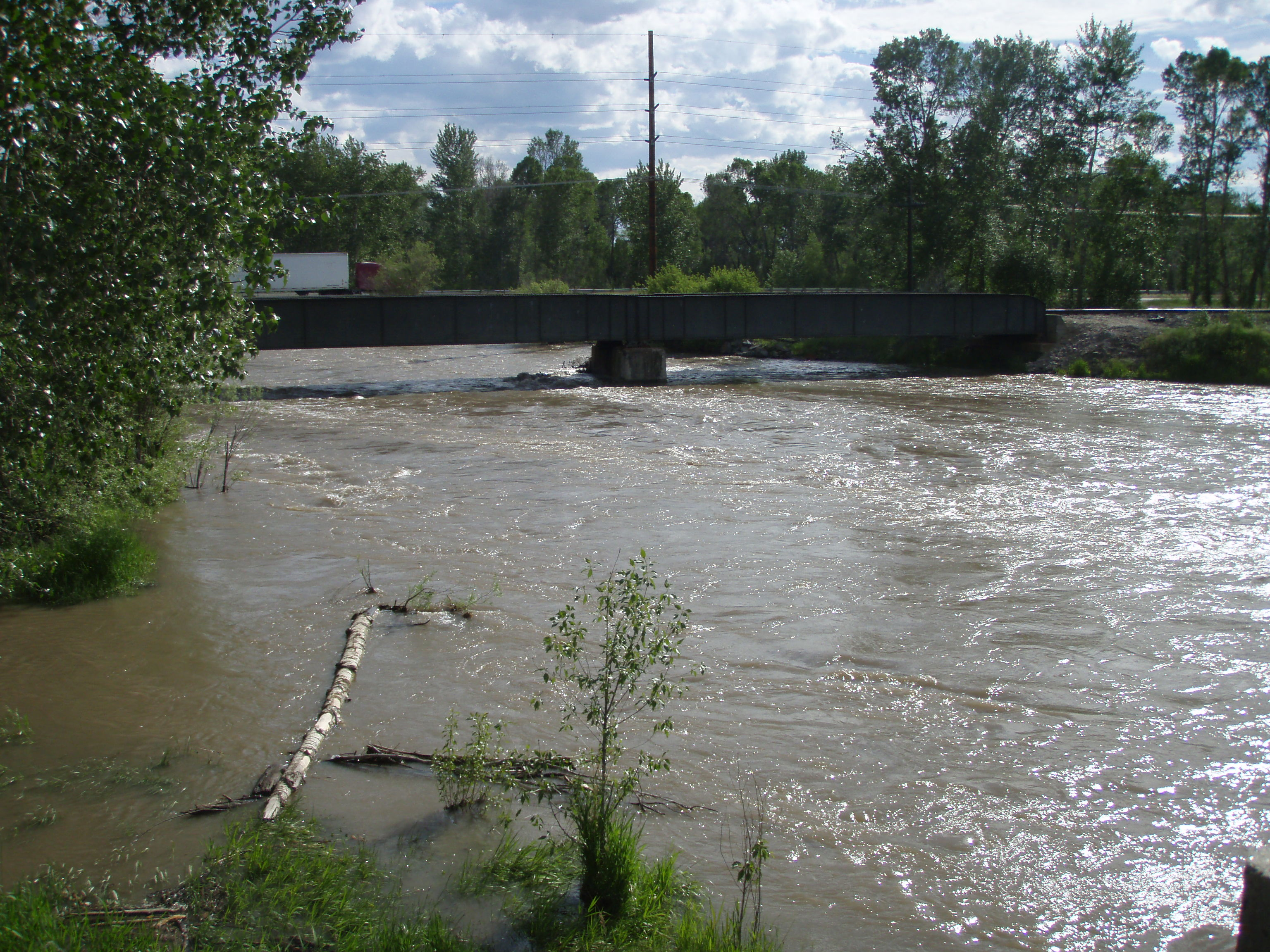
Gallatin River in volle lente afvoer: overstroming in de buurt van I-90 (juni 2008)

De Gallatin-rivier is een bronrivier van de Missouri, ongeveer 193 km lang, in de Amerikaanse staten Wyoming en Montana. Met de Jefferson en Madison, die samenkomen in de buurt van Three Forks in Montana vormt ze de Missouri.
De rivier vindt zijn oorsprong in de noordwestelijke hoek van Yellowstone National Park in het noordwesten van Wyoming, in de Gallatin Range van de Rocky Mountains. De rivier stroomt in noordwestelijke richting door Gallatin National Forest, langs Big Sky, Montana, en voegt zich bij de Jefferson en Madison ongeveer 48 km ten noordwesten van Bozeman. De Highway 191 volgt de rivier vanaf de grens met Wyoming tot net buiten Bozeman.
De rivier kreeg zijn huidige naam in juli 1805 van Meriwether Lewis bij Three Forks. De oostelijke tak van de drie werd vernoemd naar Albert Gallatin, de Amerikaanse minister van Financiën van 1801 tot 1814. De westelijke tak is vernoemd naar president Thomas Jefferson en de middelste naar minister van Buitenlandse Zaken James Madison.
De Gallatin wordt wel gezien als een van de beste wildwaterrivieren in de omgeving van Yellowstone-Teton. In juni, wanneer de sneeuw op de bergen smelt, heeft de rivier een klasse IV-sectie die de "Mad Mile" wordt genoemd. Dit gedeelte is meer dan anderhalve kilometer lang en bevat aaneengesloten stukken uitdagend wildwater. Raftingbedrijven bieden tochten op deze rivier aan, zowel op de Mad Mile-sectie als op andere, minder uitdagende secties.
De Gallatin is een schilderachtige rivier - kronkelend tussen hoge alpenweiden, afdalend in de rotsachtige Gallatin-kloof en uitmondend in de Gallatin-vallei. De rivier is vanaf Yellowstone Park tot aan de samenvloeiing met de East Gallatin River afgesloten voor visserij vanaf boten.
Delen van de film A River Runs Through It werden gefilmd op de Gallatin.
De rivier is een klasse I-water vanaf de Taylor Fork tot aan de samenvloeiing met de Jefferson en de Madison met het oog op openbare recreatieve toegang.

## Geschiedenis
De geschiedenis van de kloof weerspiegelt veel van de activiteit tijdens de late 19e en vroege 20e eeuw in het zuidwesten van Montana. De kloof werd voor het eerst verkend door inheemse Amerikaanse jagers en later door pelsjagers en goudzoekers. Er werd veel aandacht besteed aan het idee om de spoorlijn door de kloof te laten lopen om het reizen tussen Yellowstone National Park en Bozeman te vereenvoudigen. Aan het begin van de 20e eeuw werd er hout gekapt in de kloof en houthakkers reden op de boomstammen de rivier af om te voorkomen dat ze vastliepen.
Pete Karst trok in 1898 de kloof in om er een ranch te stichten. Daarnaast runde hij alles, van een herberg voor reizigers tot het schenken van sterke drank die hij ter plaatse maakte tijdens de drooglegging. Zijn meest succesvolle poging in de canyon was een busroute die hij in 1924 van Salesville (nu Gallatin Gateway) naar Yellowstone National Park runde. "Karst Camp", zoals het bekend werd, was de thuisbasis van de eerste sleepkabelskiheuvel in Montana en hij hield jaarlijkse skispringwedstrijden.